# Trận Novogeorgievsk
Trận Novogeorgievsk là một hoạt động quân sự trên Mặt trận phía đông trong cuộc Chiến tranh thế giới thứ nhất, đã diễn ra từ đầu tháng 8 cho đến ngày 19 tháng 8 năm 1915, tại pháo đài Novogeorgievsk của quân đội Đế quốc Nga tại Ba Lan, nằm cách Warszawa 18 dặm Anh về hướng tây bắc. Trong trận chiến này, Tập đoàn quân số 9 của Đế quốc Đức, với một lực lượng phong tỏa bao gồm Quân đoàn Trừ bị XVII dưới quyền chỉ huy của Trung tướng Karl Suren và 1 quân đoàn đặc biệt do Trung tướng Gustav von Dickhuth-Harrach điều khiển, đã đánh chiếm được Novogeorgievsk từ tay một đội quân trú phòng của Nga dưới sự chỉ huy của tướng Nikolai Bobyr, gây cho quân Nga những thiệt hại nặng nề (trong đó có cả 30 tướng lĩnh và không ít khẩu pháo của Nga đã rơi vào tay người Đức). Chiến thắng của quân đội Đức trong trận đánh này cũng cho thấy vai trò của lực lượng dân binh Landwehr của Đức trong cuộc chiến tranh. Với sự thất thủ của Novogeorgievsk cuối tháng 8 năm 1915 (theo sau hàng loạt thắng lợi khác của khối Liên minh Trung tâm trong Chiến dịch tấn công Gorlice-Tarnów), sự tính toán thời gian của Đức hoàng Wilhelm II cuối cùng cũng đã có hiệu quả. Song, mặc dù gây cho Nga thiệt hại rất lớn, các cuộc tấn công của quân đội Đức - Áo - Hung đã không thể tận diệt quân đội Nga. Chiến thắng Novogeorgievsk cũng thể hiện khả năng của tướng Hans von Beseler của Đức.
Vào đầu tháng 8 năm 1915, quân đội Nga có nguy cơ phải từ bỏ Warszawa. Quân đội Đức đã chọc thủng chiến tuyến của đối phương trong trận Gorlice - Tarnów vào đầu tháng 5, và buộc quân Nga phải triệt thoái trên toàn mặt trận phía nam. Vào tháng 7, quân Đức đã chuyển sang hướng bắc, và tiến đánh về phía đông Warszawa. Vào ngày 13 tháng 7, một đạo quân Đức thức hai đã tấn công về phía sông Narev, phía bắc Warszawa. Cho đến ngày 13 tháng 7, các lực lượng Đức đầu tiên đã tiếp cận đến Novogeorgievsk. Đến thời điểm này, quân Nga đã sắp sửa từ bỏ Warszawa, song để yểm trợ cho cuộc triệt thoái của mình, Đại Công tước Nikolai Nikolayevich của Nga đã đặt một đội quân đồn trú lớn tại pháo đài Novogeorgievsk. Vào ngày 5 tháng 7, các tập đoàn quân Nga đã rút khỏi Warszawa để rút về phía đông. Trong khi đó, vào ngày 7 tháng 8, quân đội Đức đã vượt sông Bug, và vào ngày 10 tháng 8 năm 1915, họ đã hoàn toàn vây hãm Novogeorgievsk. Quyền chỉ huy đội quân vây hãm của Đức được trao cho tướng Von Beseler – người đã giành thắng lợi trong trận vây hãm Antwerp vào năm 1915. Ngay từ ngày đầu tiên của cuộc vây hãm, người Đức đã bắt giữ được kỹ sư trưởng của Nga cùng với bản đồ hệ thống phòng ngự pháo đài. Sau khi đã giữ chặt vòng vây, Von Beseler phát lệnh tấn công vào ngày 13 tháng 8. Trong vòng 5 ngày sau đó, Beseler đã tổ chức các cuộc công kích phối hợp của pháo binh và bộ binh nhằm vào các pháo đài bên ngoài. Con tim của một trong các pháo đài này đã bị một quả đạn pháo kích cỡ lớn của Đức phá tan. Hỏa lực pháo binh của Đức đã hủy hoại các pháo đài và khẩu đội pháo của Nga đến mức mà họ không thể phá vỡ vòng vây. Các thành lũy bên trong của pháo đài đã rơi vào nguy cơ trở thành mồi cho lực lượng pháo binh Đức, và vào ngày 19 tháng 8, Botyr, sau khi phá vỡ ngọn cầu vượt sông Wisla, đã đầu hàng người Đức. Quân Đức thu được nhiều chiến lợi phẩm.
Đức hoàng đã tổ chức một cuộc duyệt binh, và con đường rộng mở cho người Đức tiến quân về sông Wisla ở phía bắc Warszawa. Cũng trong giai đoạn này, quân đội Đức đoạt được pháo đài Kovno, và những thảm họa như vậy đã cho thấy sự thiếu quyết đoán của giới lãnh đạo quân sự Nga trong các chiến dịch này.
Nhìn chung, vào giữa tháng 8, người Nga đã đánh mất phần lớn lãnh thổ Ba Lan của mình. Sau thành công của ông tại Novogeorgievsk, Thượng tướng Bộ binh Hans von Beseler đã được Tổng tham mưu trưởng quân đội Đức Erich von Falkenhayn cử làm thống đốc quân sự tại Ba Lan.